# 逆方向阻止電圧
逆方向阻止電圧（ぎゃくほうこうそしでんあつ）とは、サイリスタ（SCR）に接続される陽極と陰極間に、逆電圧を加えても電流は流れないのに、電圧を上げると突然逆方向に電流が流れる。この際に計算される電圧のことを指す。